# Charles Joseph Weld
Charles Joseph Weld, britanski general, * 4. februar 1893, † 9. junij 1962, Lymington, Hampshire, Anglija.